# Achilles River
Der Achilles River ist ein Fluss im Nordwesten des australischen Bundesstaates Tasmanien.

## Geografie
Der Fluss entspringt an den Westhängen des Mount Achilles im Cradle-Mountain-Lake-St.-Clair-Nationalpark und fließt nach Südwesten. Rund fünf Kilometer nordöstlich des Mount Nereus, ebenfalls im Nationalpark, mündet er in den Murchison River.